# 荷蘭LGBT權益
荷蘭以開放著稱，十分注重性傾向等個人隱私的相關政策。人民普遍支持LGBT族群擁有平等權利，部分基督徒及伊斯蘭教徒移民對性別平等仍採保守態度。調查顯示，至少三分之二的反同性戀仇恨罪是由穆斯林移民家庭的青年所為，其多數是摩洛哥或土耳其人後裔。2011年10月调查表明，虽然荷兰90%的荷兰族认为同性恋并不违背道德，但仅有30%在荷土耳其人和25%的在荷摩洛哥人接纳此观点。 而据报道，印度裔的印度教徒多能接受荷兰族的观点。

## 概要
| 項目                                                   | 合法性         |
| ------------------------------------------------------ | -------------- |
| 同性性行為合法性                                       | 自1811年       |
| 承諾年齡一致                                           | 是             |
| 反歧視法執行                                           | 是             |
| 反歧視法適用於商品及服務法規                           | 是             |
| 反歧視法適用於所有其他領域（包括：間接歧視、仇恨言論） | 是             |
| 同性婚姻                                               | 自2001年4月1日 |
| 承認同性夫妻/伴侶                                      | 是             |
| 同性伴侶可共同領養                                     | 是             |
| 同性戀者可在軍界公開性傾向                             | 是             |
| 性別更動權力                                           | 是             |
| 女同性戀進行體外受精之合法管道                         | 是             |
| 允許男男性接觸者（MSM）進行捐血                        | 自2021年       |

## 外部連結
- 荷蘭LGBT權益歷史，glbtq.com。
- COC Netherlands （页面存档备份，存于）
- De Gay Krant （页面存档备份，存于）